# Coolongolook
Coolongolook är en ort i Australien. Den ligger i kommunen Great Lakes och delstaten New South Wales, i den sydöstra delen av landet, omkring 210 kilometer nordost om delstatshuvudstaden Sydney.
Närmaste större samhälle är Forster, omkring 19 kilometer öster om Coolongolook. 
I omgivningarna runt Coolongolook växer i huvudsak städsegrön lövskog. Runt Coolongolook är det glesbefolkat, med 9 invånare per kvadratkilometer. Genomsnittlig årsnederbörd är 1 554 millimeter. Den regnigaste månaden är februari, med i genomsnitt 287 mm nederbörd, och den torraste är oktober, med 44 mm nederbörd.